# Verlassen
Verlassen (Originaltitel: Abbandono) ist ein italienisches Filmdrama von Mario Mattòli aus dem Jahr 1940. Der Film kam 1942 in synchronisierter Fassung in die deutschen Kinos. Nach dem Krieg ist er in Deutschland nicht mehr gezeigt worden.

## Handlung
Anfang des 19. Jahrhunderts heiratet der älteste Sohn der vornehmen Familie Courier, ein Kapitän zur See, eine bürgerliche Frau, Anna, die er in Trinidad kennengelernt hat. Sie wird von der Familie, besonders vom Bruder ihres Mannes, äußerst kühl empfangen. Während einer Abwesenheit ihres Mannes lässt sich Anna des Seitensprungs anklagen, den eigentlich ihre Schwägerin Maria begangen hat, da sie diese schützen will. Nach seiner Rückkehr wirft sie ihr Mann aus dem Haus. Erst viele Jahre später und nach dem tragischen Unfalltod der Schwägerin kann Anna ihre Unschuld beweisen.

## Kritik
Der Film hat viele Qualitäten, stellte „Volpone“ in Il Bertoldo am 1. November 1940 fest: Die Qualität der Produktion und Ausstattung seien mehr als akkurat, die Schauspieler würden ihrem guten Ruf gerecht und schließlich sei die Regie Mattolis zwar kommerziell ausgerichtet, aber klug und nuancenreich.
Michelangelo Antonioni warf dem Film vor, dass seine Geschichte nicht realistisch genug sei.

## Bemerkungen
Der Film wurde in Cinecittà gedreht und bei den Filmfestspielen von Venedig 1940 präsentiert.